# 崙背 (大字)
23°45′38.6″N 120°21′13.9″E / 23.760722°N 120.353861°E
崙背，是台灣雲林縣崙背鄉的一個傳統地域名稱，即今崙背市區，位於該鄉南部偏東。相較於今日行政區，其範圍大致包括西榮村、東明村、南陽村、崙前村。

## 歷史
台灣清治末期至日治初期，崙背地區為一街庄，稱為「崙背庄」，隸屬於布嶼堡。該庄北與崩溝藔庄、八角亭庄為鄰，東與羅厝庄為鄰，南邊為新庄仔庄，西邊為阿勸庄、五塊厝庄。
1901年（日治明治三十四年）11月，全台廢縣廳改設二十廳，該庄隸屬於斗六廳。1903年（明治三十六年）6月，該庄編入「崙背區」，隸屬於斗六廳。1909年（明治四十二年）10月，合併二十廳為十二廳，崙背區改隸屬於嘉義廳。1920年（大正九年），全台地方制度大改正，廢十二廳改設五州二廳，該庄改制為「崙背」大字，隸屬於臺南州虎尾郡崙背庄。
戰後崙背庄改制為崙背鄉，隸屬於臺南縣，大字亦改制為村。1946年8月25日，崙背、麥寮分治，本地區仍隸屬於崙背鄉。1950年10月，雲、嘉、南分治，崙背鄉改隸屬於雲林縣。
崙背創建於沙丘之背後而得名。舊時在崙背市區有一沙崙，沙丘南面地帶的部落為「崙前」，沙丘北面村莊為「崙背」。

## 聚落
本地區發展較早的聚落有新竹圍、田藔、崙背、新田藔、崙前、面前、崗仔背、三前仔等，在日治期初期的官方地圖上已有記載。

## 交通
省道台19線又稱「中央公路」，是彰化至台南永康的幹道，大致先以西北微北—東南微南走向經過本地區東北端，再以東北—西南走向轉北北東—南南西走向經過本地區東南部，為崙背聚落的東側外環道路。由該道路向西北微北轉東北微北可前往二崙西北部、竹塘、埤頭、溪湖等地；向南南西可前往褒忠、元長、北港、六腳等地。
縣道154甲線（正義路）是西螺鎮埔心至崙背的道路，其西南側端點（起點）位於本地區東部崙背聚落中央偏東北的縣道156號轉角路口。由此向東微北轉東出境後，可前往羅厝、惠來厝中南部、二崙、社口與永定厝交界地帶、社口、埔心南郊並止於縣道154號大彎道路口。
縣道156號（中山路）是麥寮鄉至莿桐鄉饒平的道路，也是雲林縣主要的橫貫道路之一，大致以西北微西—東南微東走向由本地區西部邊界中央偏北處入境後轉東南，至崙背聚落轉東南東再轉東北東蜿蜒而行，至縣道154甲線路口轉東南東，出聚落續行以至於本地區東部邊界中央處出境。由該道路向西北微西轉西可前往麥寮並止於省道台17線路口；向東南東可前往二崙南部、西螺南部、莿桐並止於縣道154號路口。
鄉道雲6線（武昌巷、永昌路）是瓦磘至崙背的道路，其東側端點（終點）位於崙背聚落西側忠孝街路口。由此向西北西轉西出境後，可前往阿勸、大有南部、興化厝南部、麥寮地區東北部的瓦磘聚落並止於省道台17線路口。
鄉道雲15線（民生路、中正路）是洲仔至崙背的道路，其南側端點（終點）位於崙背聚落中央略偏北的鄉道雲17線路口。由此向東北轉東，至民生路路口轉北北東蜿蜒而行，出境後可前往八角亭與崩溝寮交界地帶、崩溝寮、大庄與舊庄交界地帶、舊庄東北部的洲仔聚落並止於鎮安宮前叉路口。
鄉道雲16線（長青街、大同路、崙前路）是下店仔至新鎮的道路，大致以西微南—東微北走向由本地區西部邊界南側入境後轉東北東，至崙背聚落西南側的崙背運動公園旁轉東南東再轉東北東蜿蜒而行，出聚落後轉東南東，至本地區東部邊界沿邊界而行，經省道台19線路口後續行，其後轉東微北出境。由該道路向西微南可前往阿勸地區中部並止於鄉道雲6線路口（下店仔聚落西南郊）；向東微北可前往羅厝地區中部偏南的新鎮聚落並止於鄉道雲23線路口。
鄉道雲17線（民族路、民權路）是頂街（頂新街仔）至崙背的道路，其南側端點（終點）位於崙背聚落中央略偏東北的縣道156號路口。由此向西北微北行，經鄉道雲15線終點路口後轉北微，出聚落後轉北微東，出境後可前往崩溝寮地區北部並止於縣道154號路（頂新街仔聚落南側）。
鄉道雲20線（新店路、惠來路）是崙背至二崙的道路，其西側端點（起點）位於本地區東部邊界中央處的縣道156號路口。由此向東北微北沿邊界而行，經縣道154甲線路口後續行，至新厝仔聚落南側轉東南再轉東北東經省道台19線路口後轉東南東可前往羅厝北部、惠來厝、惠來厝與二崙交界地帶並止於縣道154甲線轉角路口。
鄉道雲103線是崙背至馬光（馬公厝）的道路，目前受阻於新虎尾溪並未全線通車，全線的北側端點（起點）位於崙背聚落南南西郊的省道台19線舊線（南光路）路口。由此向南經省道台19線路口後止於本地區南部邊界地帶的新虎尾溪北岸隄防道路路口，須繞道至南岸略偏東的隄防道路路口，續向南行可前往新庄子中部、潮洋厝東北端、馬公厝並止於縣道158甲線路口。

## 學校
- 崙背國中
- 崙背國小